# Paul Biyoghé Mba
Paul Biyoghé Mba (sinh 18 tháng 4 năm 1953) là một chính trị gia người Gabon, thủ tướng của quốc gia này từ tháng 7 năm 2009. Là một thành viên của Đảng Dân chủ Gabon, Paul Biyoghé Mba từng nhiều năm giữ vai trò bộ trưởng trong chính phủ trước khi trở thành thủ tướng.